# 순천이수중학교
순천이수중학교(順天二水中學校)는 대한민국 전라남도 순천시 생목동에 위치한 공립 중학교이다.

## 학교 연혁
- 1971년 1월 25일 : 순천이수중학교 설립 인가
- 1971년 3월 3일 : 초대 유영천 교장 취임
- 1971년 3월 5일 : 순천중학교에서 개교식 및 입학식 거행
- 1971년 10월 30일 : 현 교사로 이전
- 1974년 1월 18일 : 제1회 졸업식 거행
- 2025년 1월 9일 : 제52회 52명 졸업(총 22,498명 배출)
- 2025년 3월 1일 : 제21대 박노균 교장 취임
- 2025년 3월 4일 : 제55회 입학식(65명 입학)

## 참고 자료
- 순천이수중학교 - 한국교육학술정보원 학교알리미